# Szczucin (gmina)
Szczucin – gmina miejsko-wiejska w województwie małopolskim, w powiecie dąbrowskim. 
W latach 1975–1998 gmina położona była w województwie tarnowskim. Do 2008 była gminą wiejską.
Siedziba gminy to miasto Szczucin.
Podczas powodzi 18 maja 2010 pękł wał na rzece Breń w miejscowości Ziempniów. Woda zalała wschodnią część gminy Szczucin.
Według danych z 30 czerwca 2009 gminę zamieszkiwały 13 354 osoby. Natomiast według danych z 31 grudnia 2023 gminę zamieszkiwały 12 488 osoby.

## Struktura powierzchni
Według danych z roku 2002 gmina Szczucin ma obszar 119,83 km², w tym:
- użytki rolne: 73%
- użytki leśne: 12%

Gmina stanowi 22,74% powierzchni powiatu.

## Demografia

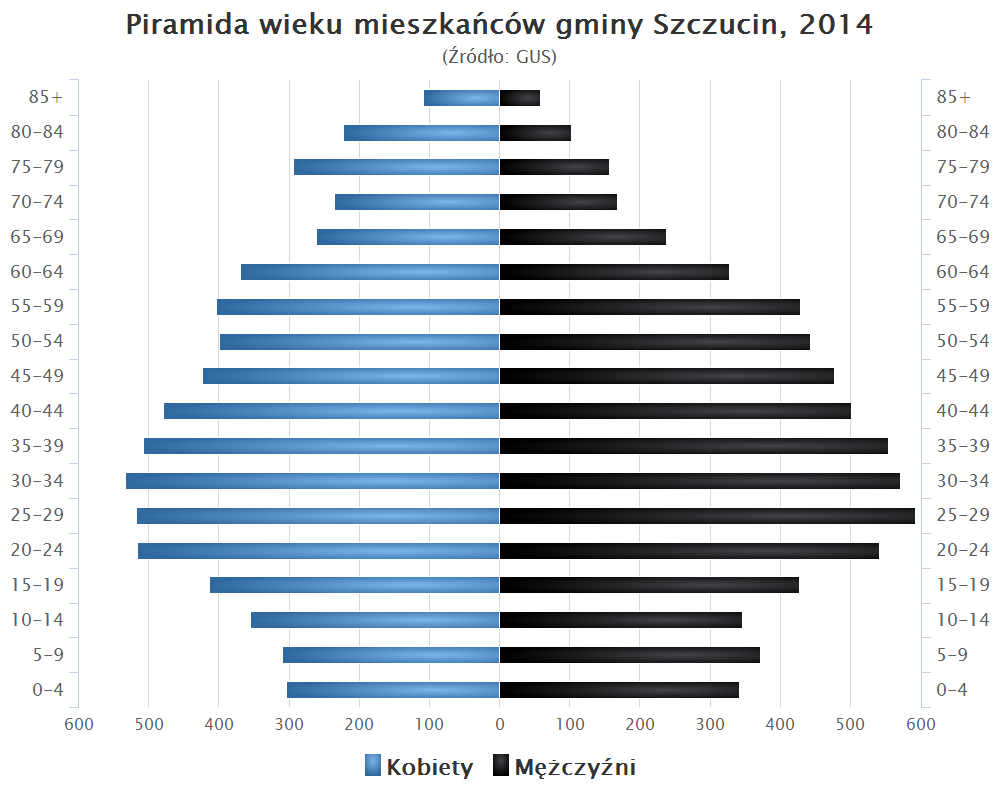
Piramida wieku mieszkańców gminy Szczucin w 2014 roku

Dane z 30 czerwca 2004:
| Opis                              | Ogółem | Ogółem | Kobiety | Kobiety | Mężczyźni | Mężczyźni |
| --------------------------------- | ------ | ------ | ------- | ------- | --------- | --------- |
| jednostka                         | osób   | %      | osób    | %       | osób      | %         |
| populacja                         | 13 393 | 100    | 6690    | 50      | 6703      | 50        |
| gęstość zaludnienia (mieszk./km²) | 111,8  | 111,8  | 55,8    | 55,8    | 55,9      | 55,9      |

## Miejscowości
1. Miasta
- Szczucin

2. Wsie
Borki, Brzezówka, Dąbrowica, Delestowice, Laskówka Delastowska, Lubasz, Łęka Szczucińska, Łęka Żabiecka, Maniów, Radwan, Skrzynka, Słupiec, Suchy Grunt, Świdrówka, Wola Szczucińska, Zabrnie, Załuże
3. Integralne części wsi
- Breńka
- Budy (Lubasz)
- Budy (Suchy Grunt)
- Bukowiec
- Chmielnie (zniesiona w 2023 r.[8])
- Czajków
- Czekaj
- Czołnów
- Deszczysko
- Gęsica
- Górka (Brzezówka)
- Górka (Zabrnie)
- Górka (Załuże) (zniesiona w 2023 r.)
- Hannów
- Kąty
- Kępa
- Knieja
- Kocielina
- Kolonia
- Królówka
- Lechówka
- Lipowa
- Łabuzówka (Słupiec)
- Łabuzówka (Załuże) (zniesiona w 2023 r.)
- Łachutówka (Laskówka Delastowska) (zniesiona w 2023 r.)
- Łachutówka (Wola Szczucińska) (zniesiona w 2023 r.)
- Łąki
- Ługi
- Maniów Dolny
- Maniów Górny
- Maniów Środkowy
- Mazurówka
- Myszowa (zniesiona w 2023 r.)
- Niwoć (zniesiona w 2023 r.)
- Nowa Wieś (Borki) (zniesiona w 2023 r.)
- Nowa Wieś (Łęka Szczucińska)
- Nowa Wieś (Skrzynka)
- Nowa Wieś (Słupiec)
- Okop
- Olszyna
- Orczki
- Podebreń (Dąbrowica)
- Podebreń (Załuże)
- Podgórze (Borki)
- Podgórze (Załuże)
- Podkościele
- Podlesie (Borki)
- Podlesie (Delastowice)
- Podlesie (Lubasz)
- Podlesie (Skrzynka)
- Podlesie (Słupiec)
- Podlubasie
- Podmałec
- Podradwanie
- Podudzie (zniesiona w 2023 r.)
- Podwale (Borki) (zniesiona w 2023 r.)
- Podwale (Wola Szczucińska) (zniesiona w 2023 r.)
- Rędzina
- Różnica (Zabrnie)
- Różnica (Załuże)
- Ruda
- Ruszkowa
- Rynek (Brzezówka)
- Rynek (Wola Szczucińska) (zniesiona w 2023 r.)
- Stara Wieś
- Stary Folwark (zniesiona w 2023 r.)
- Świerkówka
- U Czaplów
- U Machów
- Ugodów
- W Polach
- Werberówka (zniesiona w 2023 r.)
- Wężyce
- Wiktorów
- Za Brniem
- Za Rzeką (zniesiona w 2023 r.)
- Zachmielnie
- Zagórcze (zniesiona w 2023 r.)
- Zakępie
- Zalesie (Lubasz)
- Zalesie (Słupiec)
- Zalesie (Świdrówka)
- Zamysowie
- Zawadówka (zniesiona w 2023 r.)
- Zielona

## Sąsiednie gminy
Czermin, Dąbrowa Tarnowska, Łubnice, Mędrzechów, Pacanów, Radgoszcz, Wadowice Górne

## Stowarzyszenia
Szczucin jest członkiem stowarzyszenia Unia Miasteczek Polskich.